# 哈维尔·巴尔迪维亚
哈维尔·巴尔迪维亚（西班牙語：Javier Valdivia，1941年12月4日—），墨西哥男子足球运动员，司职中场。他曾代表墨西哥国家队参加1970年国际足联世界杯，结果队伍止步八强赛。